# C/2022 E3 (ZTF)
C/2022 E3 (ZTF) je dlouhoperiodická kometa.

## Vzdálenost
K přelomu let 2022/23 je kometa od Země vzdálená necelé 2 AU. Periheliem prošla 12. ledna 2023. K nejbližšímu přiblížení došlo 1. února 2023, kdy byla kometa vzdálená 0,28 AU od Země.

## Oběžná dráha
Excentricita oběžné dráhy je nepatrně málo přes 1.